# Studio Nue
Studio Nue (スタジオぬえ?) es un estudio de diseño japonés formado en 1972 (como Crystal Art Studio) por Naoyuki Kato, Kenichi Matsuzaki, Kazutaka Miyatake, y Haruka Takachiho. Crystal Art Studio cambiaría su nombre por el de Studio Nue en 1974.
Eran conocidos como los cocreadores de la franquicia Macross (junto con Artland en la coproducción de la primera serie) y Big West Advertising fuente de financiamiento económico.
Shōji Kawamori es un notable miembro del Studio Nue.

## Obras
- Chogattai Majutsu Robot Ginguiser
- Chōdenji Robo Combattler V
- Uchū Majin Daikengō
- Space Battleship Yamato
- Space Battleship Yamato II
- Arcadia of My Youth
- Techno Police 21C
- Ulysse 31
- The Super Dimension Fortress Macross
- Crusher Joe
- Dirty Pair
- Super Dimension Century Orguss
- Macross: Do You Remember Love?
- The Super Dimension Fortress Macross: Flash Back 2012
- The Vision of Escaflowne
- Macross Plus
- Macross 7
- Macross Dynamite 7
- Macross Zero
- Macross Frontier
- Armored Core (serie)
- Infinite Space